# Volkswagen Fox
La Volkswagen Fox est une petite citadine produite par le constructeur automobile allemand Volkswagen de 2003 à 2021.

## Présentation

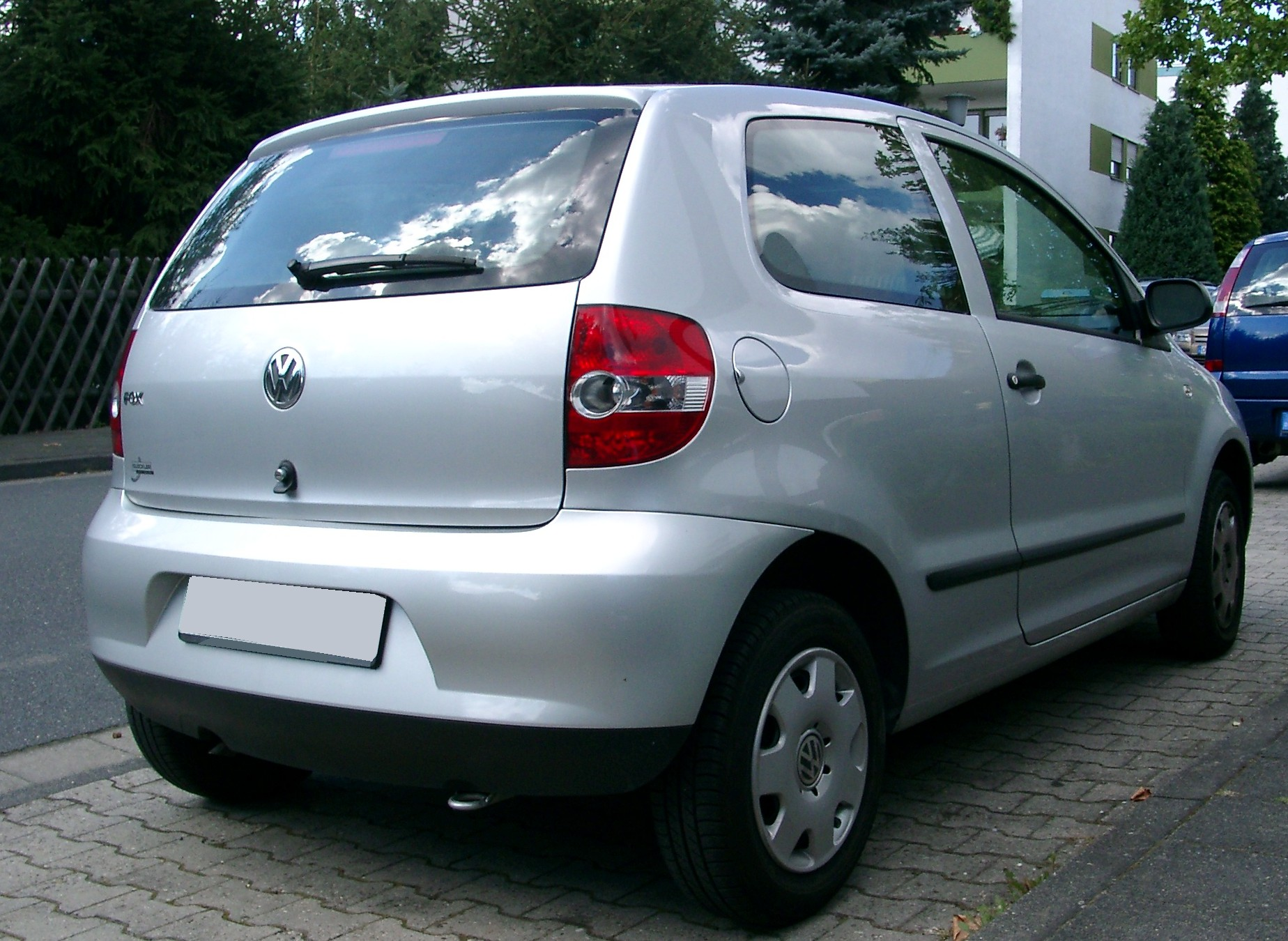
Volkswagen Fox phase 1 3 portes

Elle a été dessinée, conçue et est assemblée au Brésil à partir de 2003, étant à l'origine réservée au marché latino-américain.
En Europe, elle reprend mi-2005 le rôle d'entrée de gamme de la Volkswagen Lupo sur le segment des petites citadines. Par rapport à cette dernière, elle marque une forte descente en gamme en matière de prestations. La Fox est cependant plus grande que la Lupo (30 centimètres de plus en longueur environ) : son empattement est le même que celui de la Polo IV, dont elle reprend la plate-forme.
Elle reprend le nom de Volkswagen Lupo au Mexique, pour la seule raison que Fox est le nom de famille du président mexicain à cette époque, Vicente Fox.

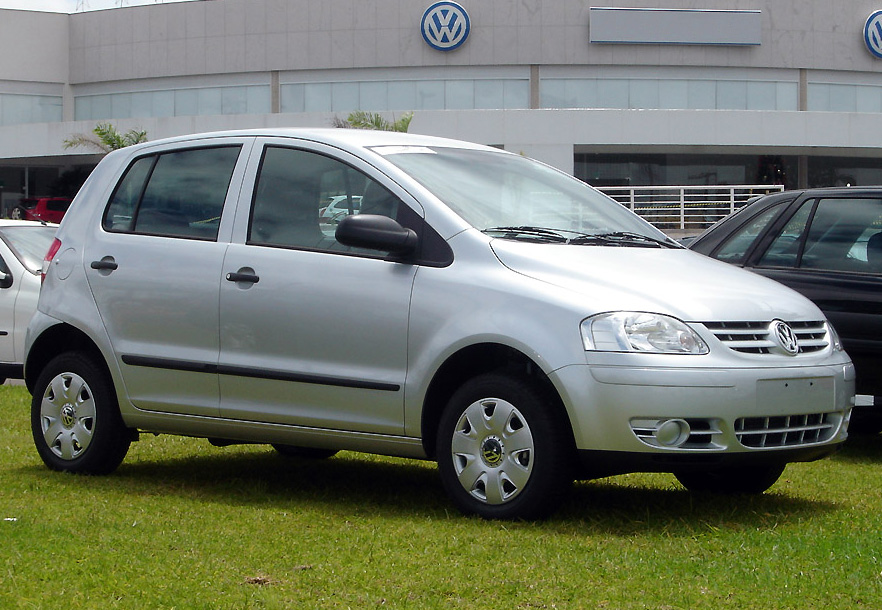
Volkswagen Fox phase 1 5 portes

Elle n'est en Europe disponible qu'en 3 portes. En Amérique latine, elle propose deux autres carrosseries : berline 5 portes et monospace (SpaceFox ou Suran). Les différentes carrosseries bénéficient également de versions surélevées aux ornements baroudeurs, nommées selon la carrosserie et les époques CrossFox, Fox Xtreme, Space Cross, Suran Cross.
En 2011, elle est remplacée par la Volkswagen up! sur le marché européen, sans jamais y avoir connu le succès commercial, comme sa prédécesseur.
Elle poursuit sa carrière sud-américaine avec un premier restylage en 2010. Un second restylage intervient en 2015. Elle arbore désormais le style de la Volkswagen Golf VII avec de nouveaux optiques, une nouvelle carrosserie et de nouveaux boucliers. Côté habitacle, elle se rapproche de la Polo V en intégrant l'écran Discover Media, la palette de boutons ainsi que les commandes de climatisations empruntés à la Polo. Son nom fut alors changé en Fox Connect. La production s'achève en 2021.

## Spécificités
La Fox arbore une ligne classique ainsi qu'un design intérieur sans fioriture.
La qualité des plastiques rappelle sa vocation économique mais ceux-ci se révèlent bien assemblés.
Ainsi, elle comble le vide qu'a laissé la Polo en grandissant et affichant une taille intermédiaire entre une citadine polyvalente que d'une petite citadine selon les standards de l'époque. Elle est également assez haute (15 centimètres de plus que la Polo de l'époque).
Elle dispose de 4 places, avec un espace de rangement et des porte-boissons au milieu de la banquette arrière, constituée de deux sièges séparés. Il est possible de la rendre coulissante en option, permettant de porter le volume de coffre de 260L à 353L sans rabattre de sièges.

## Gamme
La Fox ne se déclinait dans ses premières années de commercialisation qu'en une seule finition associable avec les trois moteurs disponibles à laquelle venait se greffer deux packs:
- Trend : Unique finition qui comprenait de série l'ABS, les airbags frontaux avant, le volant 4 branches réglable en hauteur et profondeur, le verrouillage centralisé, les vitres électriques avant, le siège conducteur réglable en hauteur et une banquette arrière coulissante.
- Trend + Pack Confort : Ce pack ajoutait la climatisation manuelle et des pneumatiques un peu plus larges.
- Trend + Pack Sport : Ce pack ajoutait la climatisation manuelle, les rétroviseurs extérieurs à commande électrique, un autoradio CD, des feux antibrouillard avant et des jantes alliage de 15 pouces.

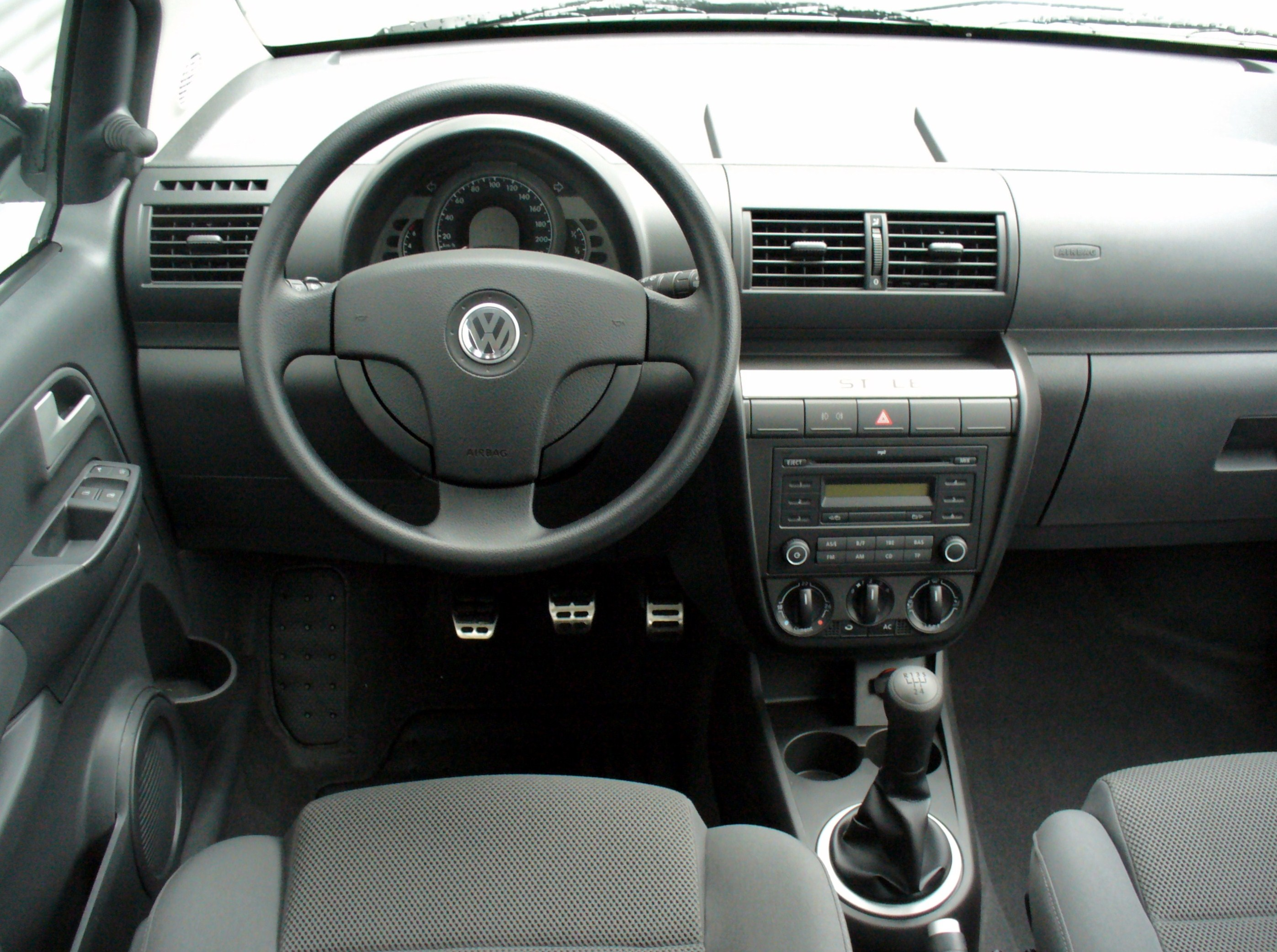
Intérieur

Dans la liste des options sont disponibles: les airbags latéraux avant, l'ESP ou le toit ouvrant.
Trois séries limitées sont apparues courant 2006/2007 : Fox Oxbow associable avec la finition Trend et Pack Confort dont le principal intérêt était de recevoir des décorations adhésives extérieures spécifiques. Elle a été précédée par Fox MP3 (sur Trend) qui ajoutait un autoradio CD-MP3 et Fox Bluetooth (sur Trend et Pack Confort) un autoradio CD-MP3 Parrot "Rhythm n'blue" avec système de téléphonie mains libres Bluetooth.
Courant 2007, la gamme a été remaniée en abandonnant la finition unique et les packs pour se décliner en deux finitions mais ressemblant tout de même globalement à l'ancienne gamme :
- Fox : Finition d'entrée de gamme dotée en série du double airbag frontal, de l'ABS, de la direction assistée, des vitres avant électriques, de la condamnation centralisée avec télécommande, de la banquette arrière coulissante, du volant trois branches et du siège conducteur réglable en hauteur avec tiroir intégré.
- Confortline : Cette finition ajoute à la précédente la climatisation manuelle et des pneumatiques plus larges.

À ces deux finitions peut être associé le pack Design qui comprend des jantes alliage de 15 pouces, un volant, un pommeau de levier de vitesses et une poignée de frein à main gainés de cuir.
La radio CD-MP3, l'ESP, le toit ouvrant, les airbags latéraux et les antibrouillards sont en option.
Les équipements apportés auparavant par le Pack Sport sont désormais disponibles à l'unité dans la liste d'options.

Ces "nouvelles" Fox sont identifiables à leur nouveau volant trois branches et à leur antenne arrière de pavillon.

Volkswagen Fox phase 3
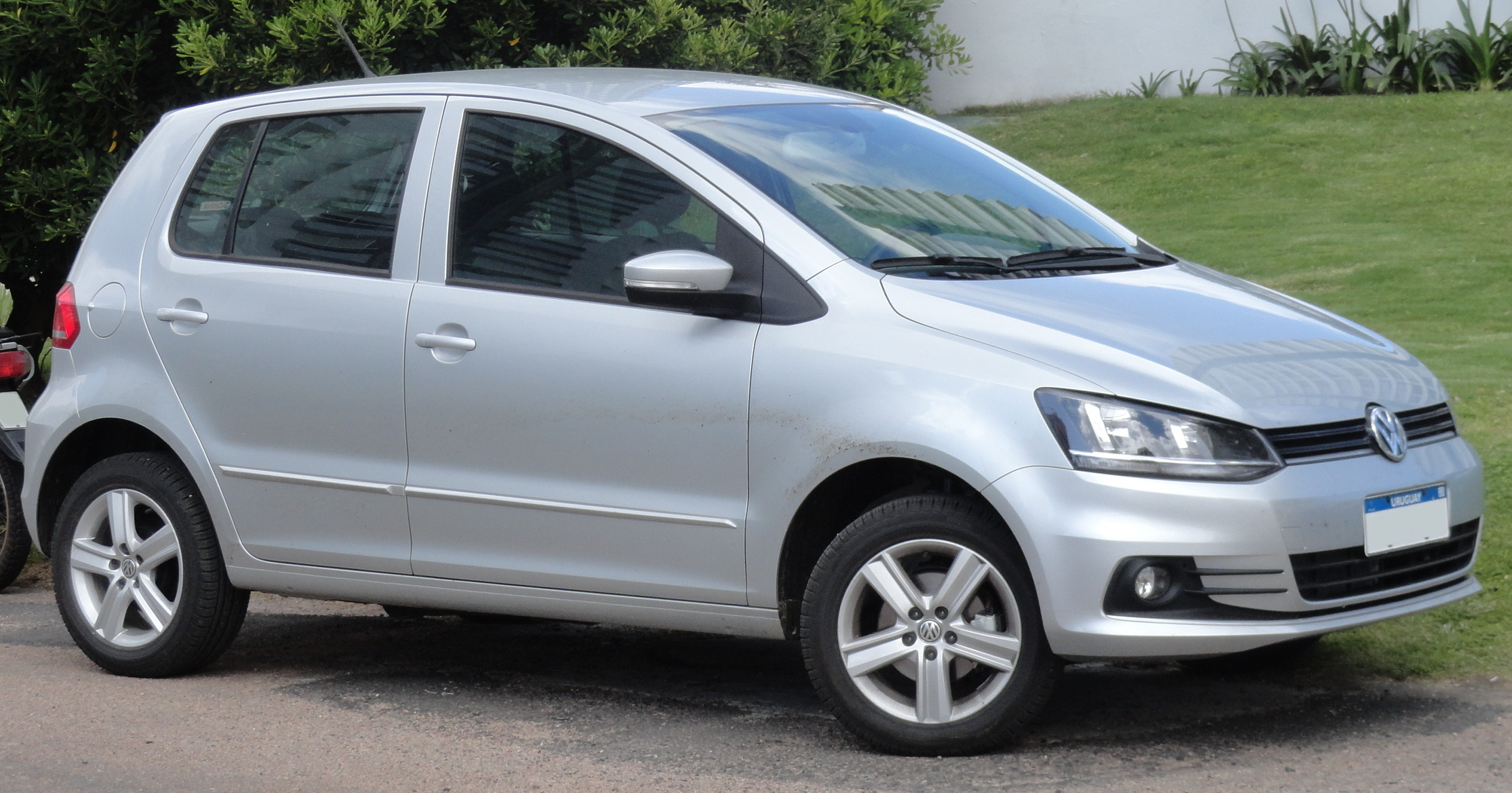
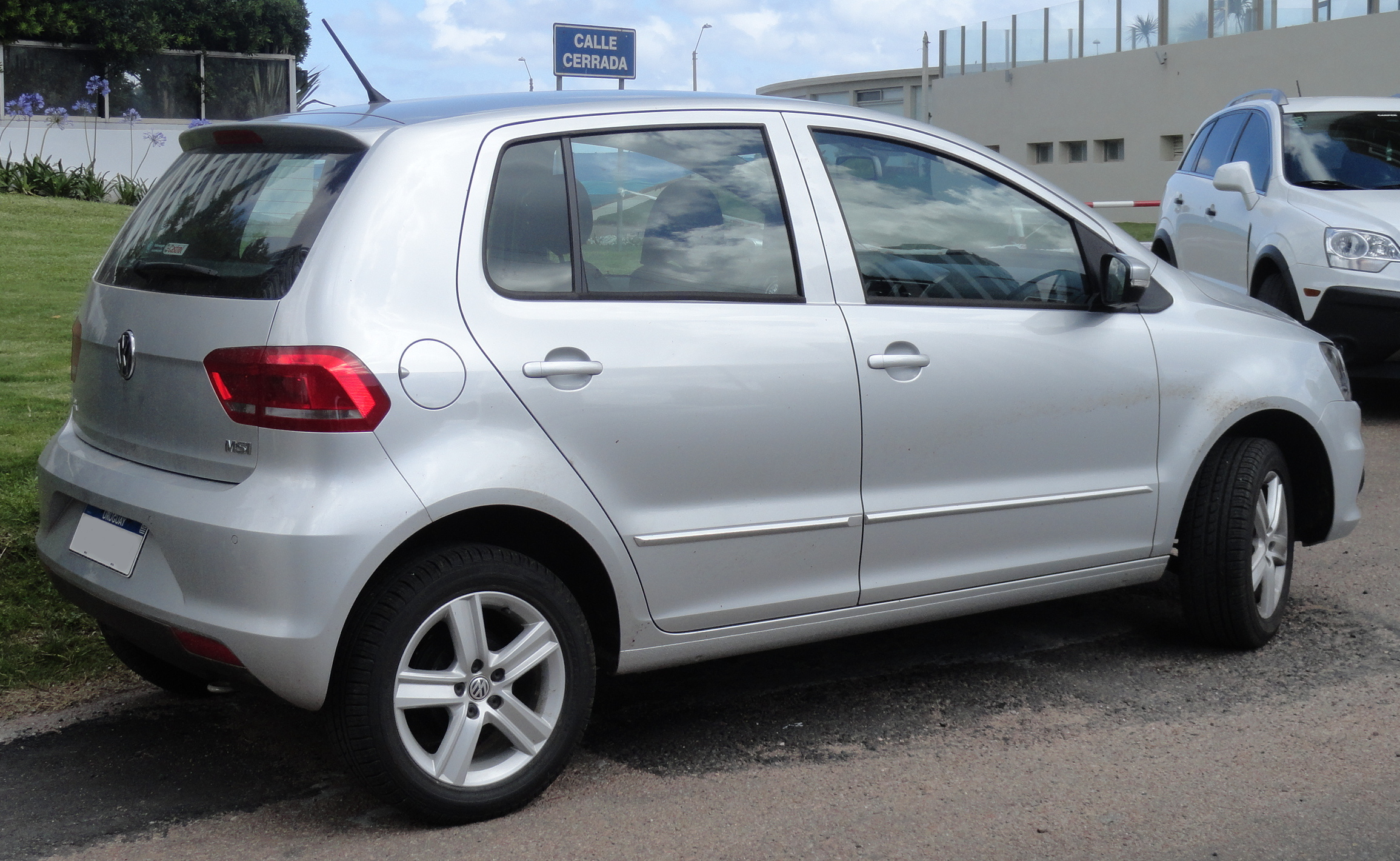

## Motorisations
Trois blocs sont proposés : deux essence de 55 et 75 ch et un Diesel TDI de 70 ch. Le moteur essence 75 ch est inédit, tandis que les deux autres blocs sont hérités de la Polo.
|                            | 1.4 TDI                | 1.2                    | 1.4                    |
| -------------------------- | ---------------------- | ---------------------- | ---------------------- |
| Moteur                     | 3 cylindres            | 3 cylindres            | 4 cylindres            |
| Cylindrée                  | 1 422                  | 1 198                  | 1 390                  |
| Puissance maxi             | 70 ch à 4 000 tr/min   | 55 ch à 4 750 tr/min   | 75 ch à 5 000 tr/min   |
| Couple maxi                | 155 N m à 2 200 tr/min | 108 N m à 3 000 tr/min | 124 N m à 2 750 tr/min |
| Boîte de vitesses          | BVM5                   | BVM5                   | BVM5                   |
| Vitesse maxi (en km/h)     | 161                    | 148                    | 167                    |
| 0-100 km/h (en secondes)   | 14,7                   | 17,5                   | 13                     |
| Consommation (en L/100 km) | 4,9                    | 6                      | 6,7                    |

En 2010 pour le marché sud-américain uniquement, la Fox propose trois motorisations essence en 1.2 54 et 60 ch ainsi que le 1.4 75 ch.
Elle dispose également d'un diesel 1.4 TDI 69 ch.
Entre 2006 et 2010, un seul moteur bicarburant fut proposé, le 1.4 BiFuel G essence/GPL de 75 ch.

## Versions

### Berline Cross

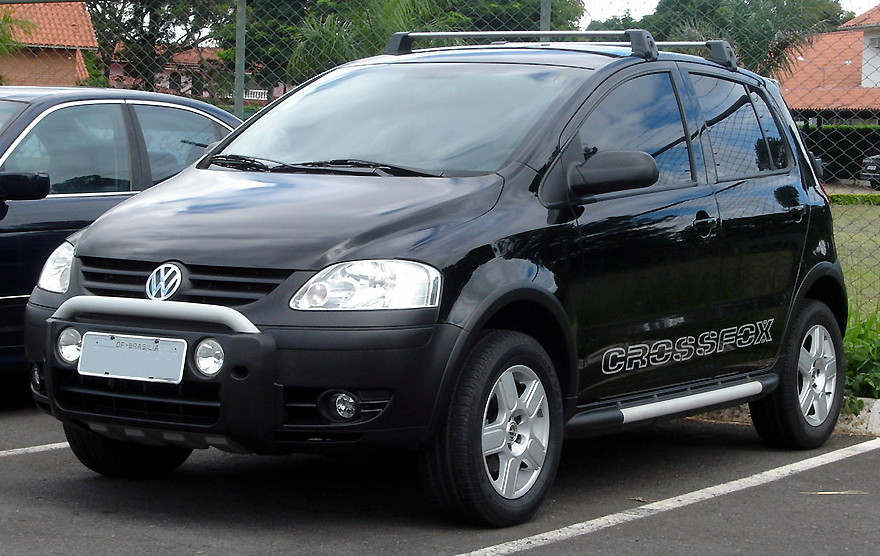
Cross Fox phase 1

- Cross Fox phase 1Cross Fox (phase 1) : La première version de la citadine baroudeuse Cross Fox était commercialisée de 2004 à 2011 en Amérique de Sud. Son équipement se limitait à l'autoradio, le compte-tours, et la ventilation. Elle reprend les motorisations de la version standard. Son kit baroudeur lui rajoute : deux projecteurs avant supplémentaires, une roue de secours en sac à dos, des marches pieds et des protections noirs et de jante 17 pouces. Elle est motorisée par un 1.9 TDI.

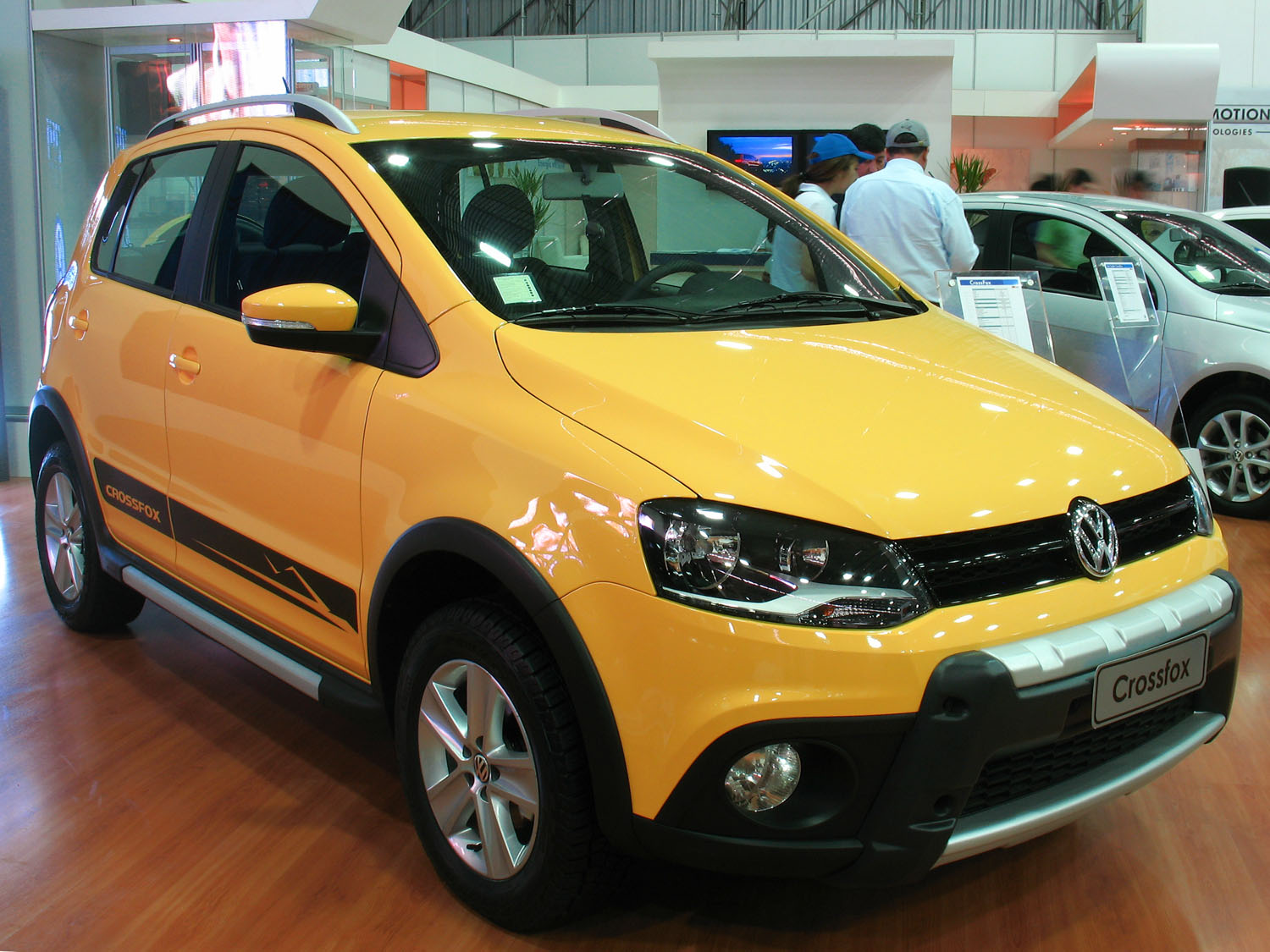
Cross Fox phase 2

- Cross Fox phase 2Cross Fox (phase 2) : Seconde version de la citadine baroudeuse Cross Fox commercialisée depuis 2007 toujours en Amérique de sud. Elle est motorisée par un 1.6l essence de 104 ch. Son équipement se compose de quatre vitres électriques, un volant cuir multifonctions, un système de navigation, un démarrage sans clef, un compte tours et un kit baroudeur comprenant : roue de secours en sac à dos, protections, sellerie "Cross" noire, barres de toits noires.
- Fox Xtreme : Version baroudeuse de la Fox restylée de 2015 (Fox Connect), elle garde les mêmes caractéristiques techniques que la Cross Fox, mais n'arbore pas la roue de secours en sac-à-dos.

### Monospace
Suran / SpaceFox / SportVan / Fox Plus et dérivés Cross (Suran Cross, Space Cross, ...) : Ce monospace de 4,17 mètres est produite dès 2005 en Argentine, et exporté vers quelques autres marchés, principalement en Amérique latine. Son nom varie selon les pays : SpaceFox au Brésil, en Bolivie, en Equateur et au Pérou,, Suran en Argentine, au Chili, en Egypte et en Uruguay,,, SportVan au Mexique, Fox Plus en Algérie.
L'empattement est identique à la berline. Il est animé par un moteur 1.6l essence de 100 ch. Son équipement se constitue de la climatisation, d'un écran tactile, de vitres électriques et de 5 places. Il dispose aussi d'une version Cross démarquée par son kit baroudeur.

La production s'arrête au premier trimestre 2019,,.

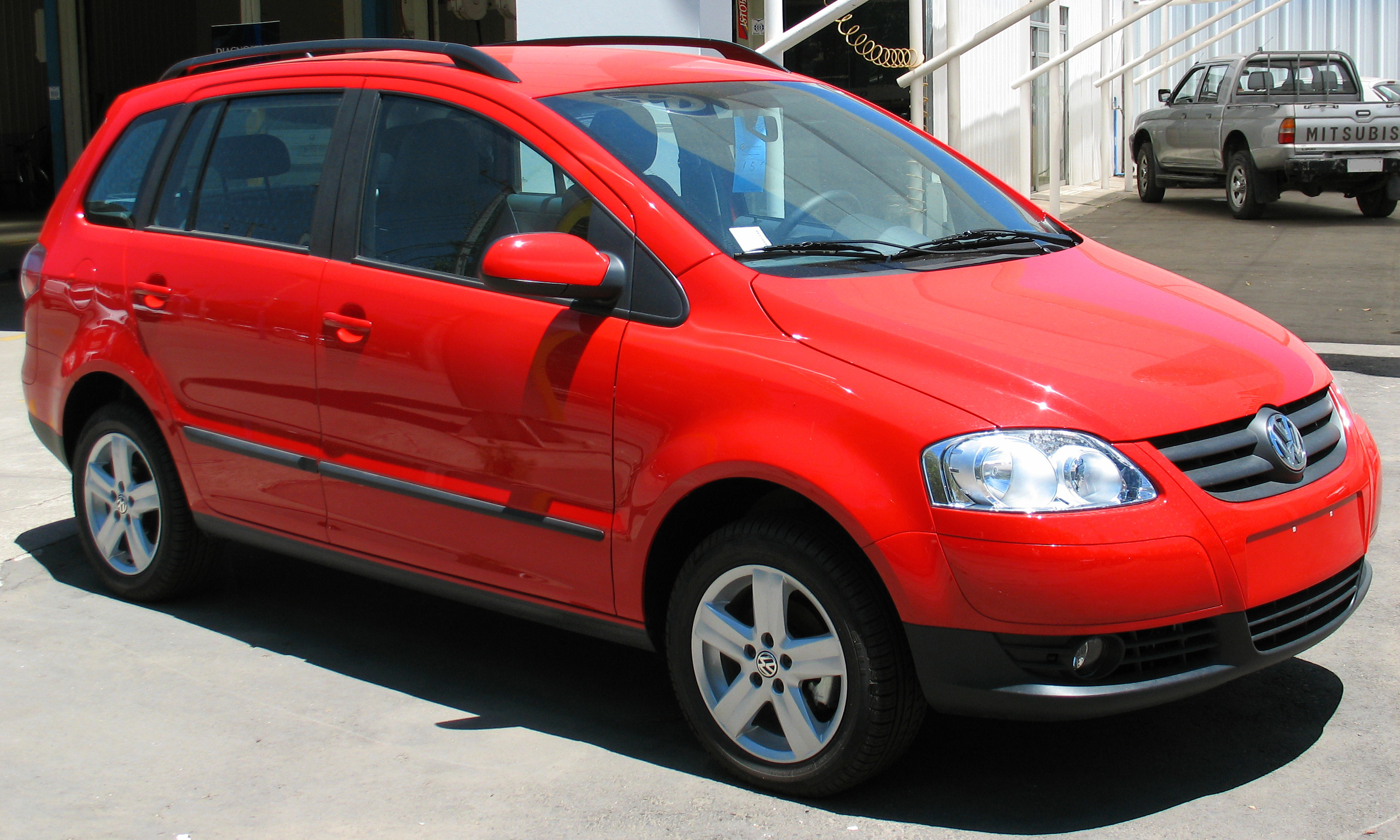
Volkswagen Suran phase 1
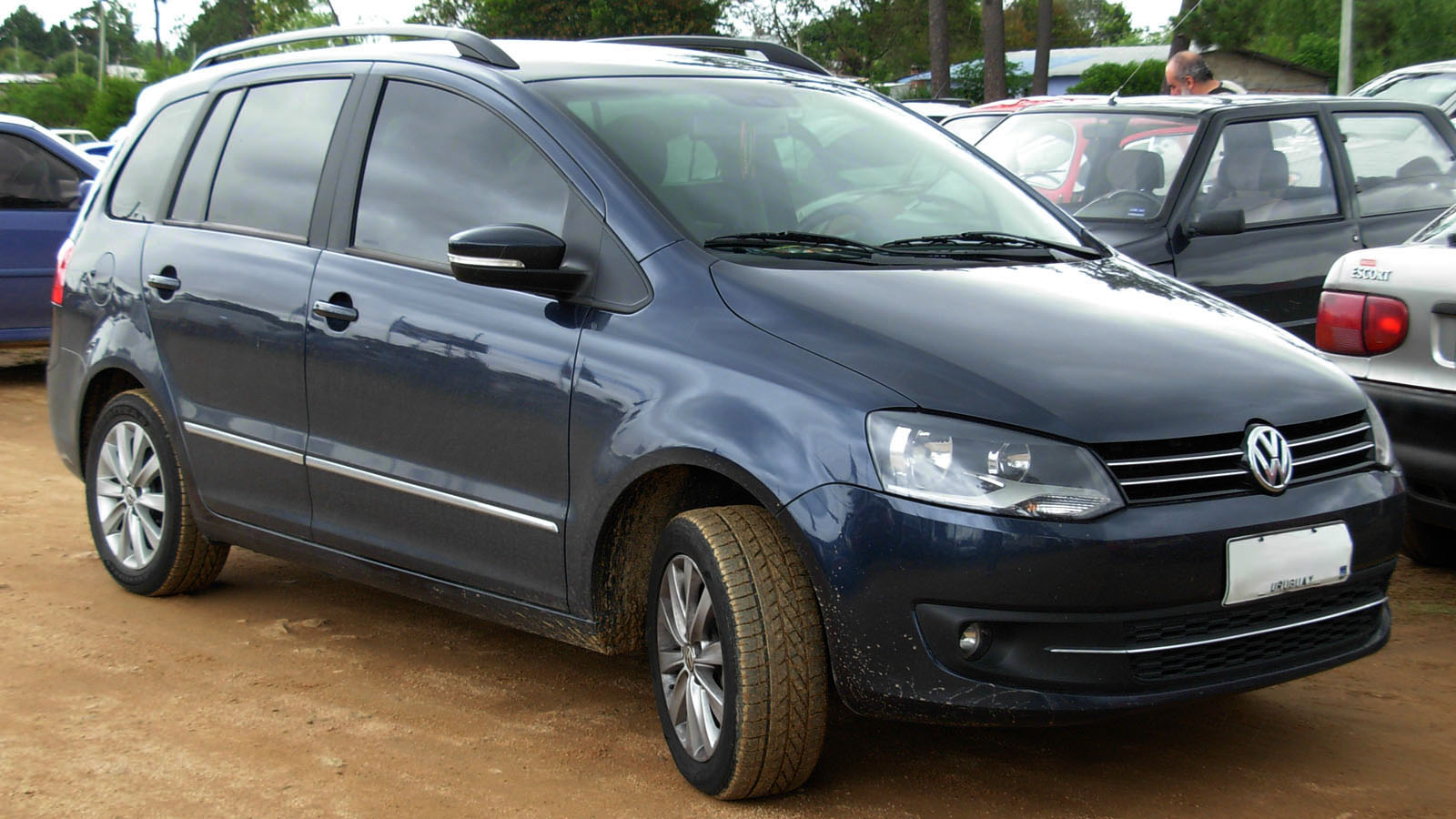
Volkswagen Suran phase 2
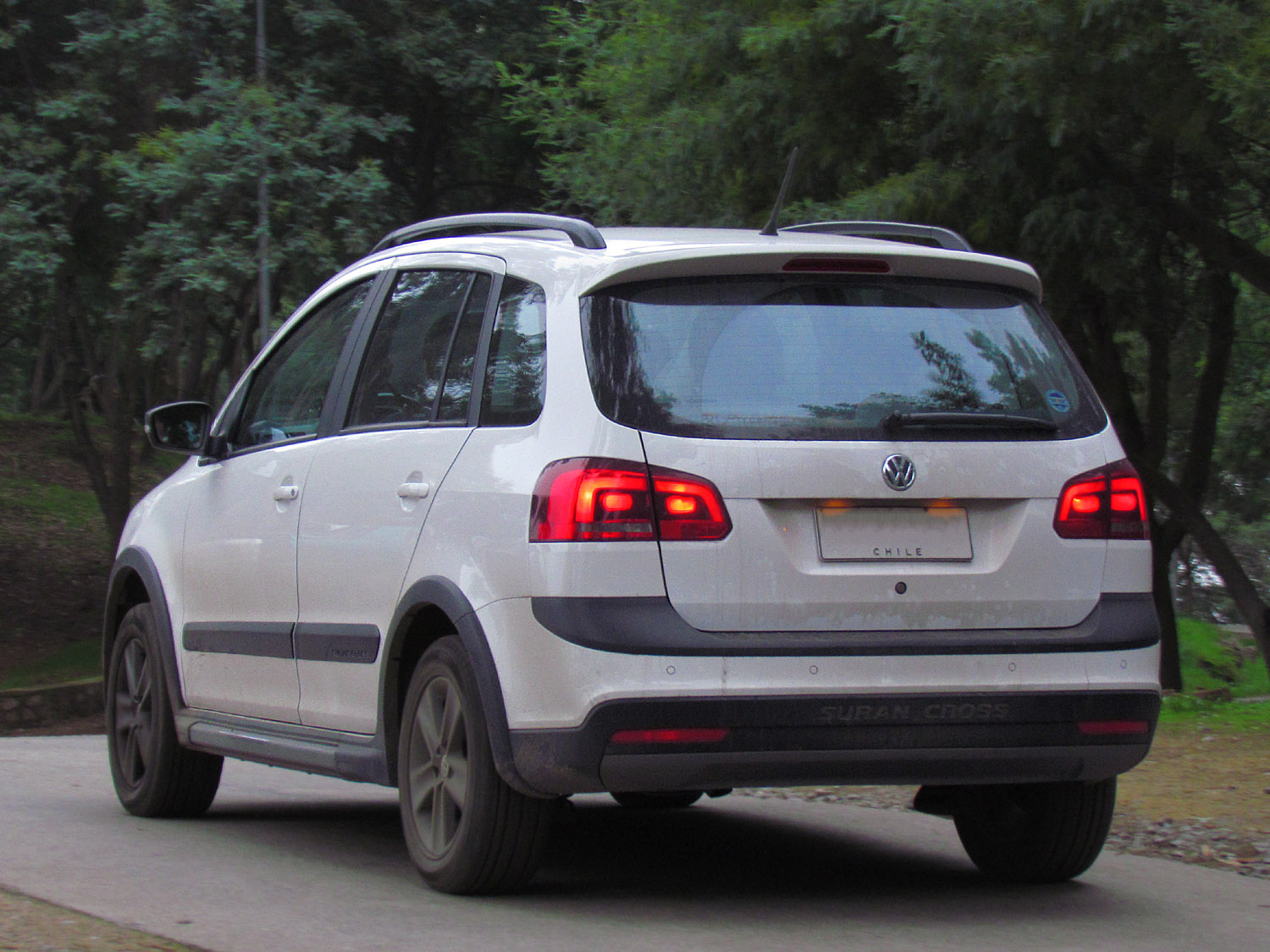
Volkswagen Suran phase 2 Cross
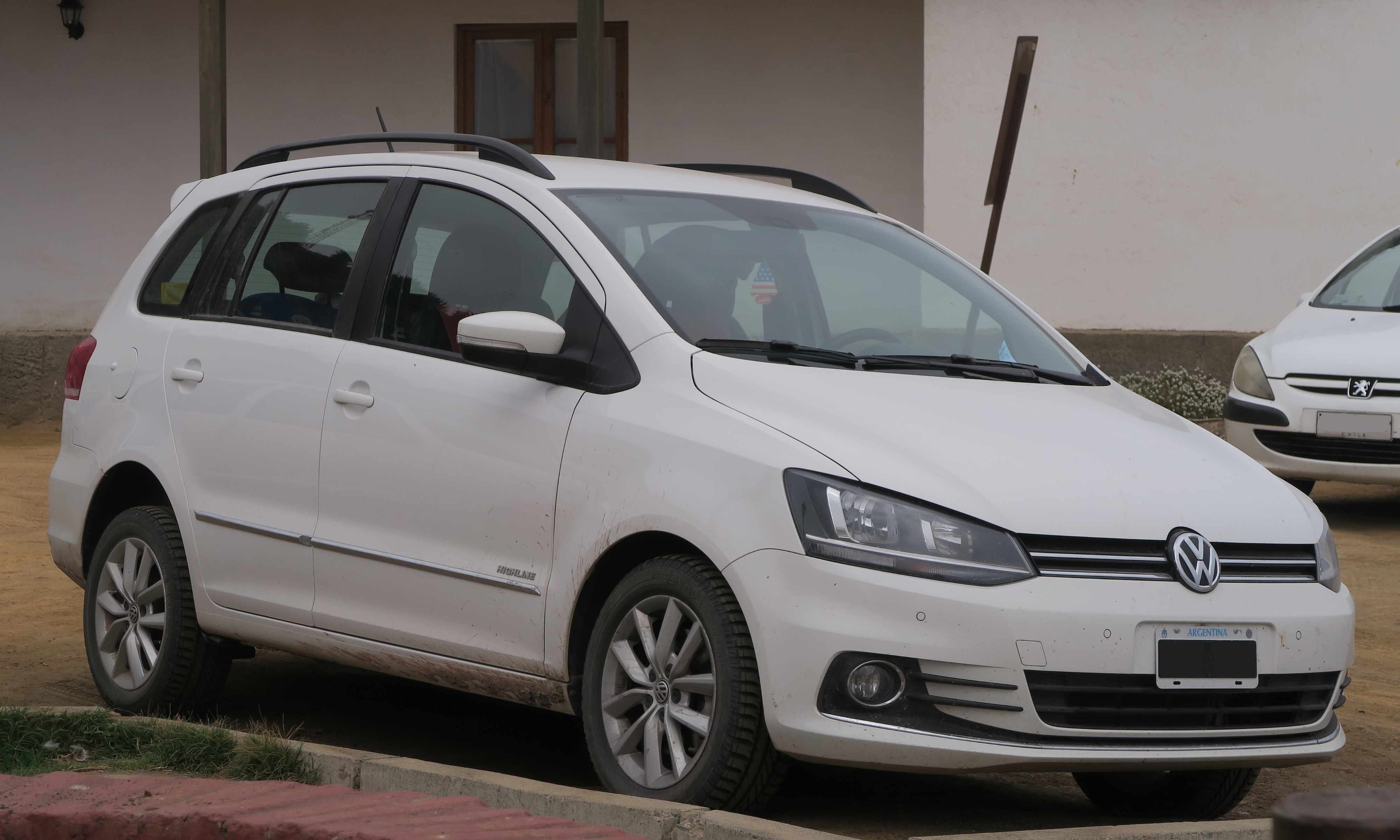
Volkswagen Suran phase 3

## Personnalisation

### Peintures
| Peintures unies      |                 |      |
|                      | Blanc Candy     | LB9A |
|                      | Bleu Indien     | LL5M |
|                      | Gris Urano      | LI7F |
|                      | Jaune Tournesol | LY1C |
|                      | Noir            | L041 |
|                      | Rouge Tornado   | LY3D |
| Peintures métalisées |                 |      |
|                      | Reflet d'Argent | LA7W |
| Peintures nacrées    |                 |      |
|                      | Bleu Indigo     | LB5N |
|                      | Noir Magic      | LC9Z |

### Selleries
- Rainbow : Associable avec tous les coloris
- Storm : Associable avec tous les coloris

## Autres utilisations de l'appellation Volkswagen Fox
L'appellation Fox avait été utilisée pour désigner la Volkswagen Gol de 1987 à 1993 sur marché nord-américain.

## Ventes
| Année | Brésil  | Brésil   |
| Année | Fox     | SpaceFox |
| ----- | ------- | -------- |
| 2003  | 6,000   |          |
| 2004  | 54,383  |          |
| 2005  | 94,962  |          |
| 2006  | 107,600 | 11,903   |
| 2007  | 126,291 | 27,611   |
| 2008  | 115,072 | 22,221   |
| 2009  | 129,199 | 31,915   |
| 2010  | 143,564 | 18,212   |
| 2011  | 121,594 | 22,122   |
| 2012  | 167,708 | 26,866   |
| 2013  | 129,939 | 20,309   |
| 2014  | 101,340 | 19,282   |
| 2015  | 79,204  | 6,906    |
| 2016  | 43,730  | 2,501    |
| 2017  | 42,719  | 2,085    |
| 2018  | 39,262  | 5,573    |
| 2019  | 38,487  | 1,750    |
| 2020  | 20,383  | 6        |
| 2021  | 17,946  | 4        |
| 2022  | 63      |          |
| 2023  | 5       |          |